# Travis Kelce
Travis Michael Kelce, född 5 oktober 1989 i Westlake i Cuyahoga County, Ohio, är en amerikansk fotbollsspelare från USA som spelar som tight end för Kansas City Chiefs i National Football League. Han är yngre bror till Jason Kelce som spelar center i Philadelphia Eagles; de möttes i Super Bowl LVII, vilket var första gången två bröder möttes i Superbowl.
Under hösten 2023 fick Kelce stor uppmärksamhet även utanför fotbollskretsar genom sitt förhållande med den amerikanska sångaren Taylor Swift.

## Biografi
Tidigt liv och utbildning
Travis Michael Kelce föddes den 5 oktober 1989 i Westlake, Ohio. Han växte upp i Cleveland Heights och gick på Cleveland Heights High School, där han utmärkte sig i både fotboll och basket. Efter High School spelade Kelce collegefotboll för Cincinnati Bearcats vid University of Cincinnati.

## Professionell karriär
Travis Kelce draftades av Kansas City Chiefs i tredje rundan av 2013 års NFL Draft som 63:e valet totalt. Efter att ha missat nästan hela sin rookiesäsong på grund av en knäskada, kom han tillbaka starkt 2014 och etablerade sig snabbt som en av lagets nyckelspelare.